# 异尿石素A

鞣花单宁的代谢

异尿石素A是一种有机化合物，分子式C13H8O4，属于尿石素类化合物。它可以4-甲氧基苯甲醛和丙酮为原料经多步反应制得。